# Джени Джеръм
Джени Джеръм, лейди Рандолф Чърчил (9 януари 1854 – 29 юни 1921), е съпруга на лорд Рандолф Чърчил и майка на британския министър-председател Уинстън Чърчил.

## Произход и младост
Джанет „Джени“ Джеръм е родена в Кобъл Хил, Бруклин, Ню Йорк, САЩ, през 1854 г. Тя е втората от трите дъщери на финансиста, спортист и борсов спекулант Леонард Джеръм и Клариса Амброуз Хол, дъщеря на едър земевладелец. Има две сестри – Кларита и Леони. Според слуховете бащата Леонард Джеръм има незаконна дъщеря – известната американска оперна певица Мини Хоук.
Джени отраства в Бруклин и други части на днешен Ню Йорк. Като млада е прочута с красотата си и работи като редактор на списание. Тя е надарена пианистка, а в детските си години взема уроци по пиано при Стивън Хелър, близък приятел на Шопен. Според Хелър от Джени би излязъл добър концертиращ пианист, стига да положи необходимите усилия и да работи усилено, в което обаче той се съмнява.

## Личен живот

### Брак с лорд Рандолф Чърчил
Джени, която дълго време е смятана за една от най-красивите жени на времето си, се омъжва за първи път на 15 април 1874 г. в британското посолство в Париж. Избраникът ѝ е лорд Рандолф Чърчил, трети син на Джон Уинстън Спенсър-Чърчил, херцог на Марлборо, и лейди Франсис Ан Емили Вейн. Въпреки бързия годеж (три дни след запознанството им), сватбата се отлага с месеци заради спорове на родителите им относно предбрачното споразумение.
Семейство Чърчил има двама сина. Уинстън (1874 – 1965), бъдещ министър-председател на Великобритания, се ражда по-малко от осем месеца след сватбата на родителите си. Според биографа на Чърчил, Уилям Манчестър, е много по-вероятно той да е заченат преди сватбата, отколкото да се е родил преждевременно.
Ролята на лейди Рандолф при отглеждането на синовете ѝ е ограничена, тъй като според порядките на времето възпитанието на децата на заможните семейства е отредено на детегледачки. Въпреки това Уинстън боготвори майка си, изпращайки ѝ безброй писма докато е ученик с молба да го посети, нещо, което тя така или иначе рядко прави. Той пише по-късно в мемоарите си: „Тя бе за мен като вечерница – обичах я много, но само от разстояние“.
След като пораства, те стават приятели и съюзници, до степен, в която Уинстън приема лейди Рандолф почти като политически ментор, отнасяйки се с нея по-скоро като към сестра, отколкото като към майка. Тя вече е уважавана и влиятелна личност сред висшето общество и политическия елит на Великобритания. Според спомените на своите съвременници, Джени е интелигентна, духовита дама с невероятно чувство за хумор. Дори кралица Александра е очарована от нейната компания, въпреки авантюрата на лейди Рандолф със съпруга ѝ, крал Едуард VII, факт, който вече е известен на кралицата. Използвайки личните си контакти и извънбрачните си връзки, Джени до голяма степен подпомага както кариерата на съпруга си лорд Рандолф, така и на сина си Уинстън.
Лорд Рандолф почива през 1895 г. на 45 години.

### Брак с Джордж Корнуелис-Уест
На 28 юли 1900 г. Джени се омъжва за Джордж Корнуелис-Уест (1874 – 1951), капитан от Шотландската гвардия, който е на възрастта на най-големия ѝ син Уинстън. По това време нейното име нашумява след като наема кораб-болница за ранените в бурските войни в Африка, а през 1908 г. тя написва „Спомените на лейди Рандолф Чърчил“.
Тя се разделя с втория си съпруг през 1912 г., а официалният развод е през април 1914 г., след което Корнуелис-Уест се жени за актрисата Патрик Кемпбъл. Джени се отказва от фамилията Корнуелис-Уест и връща старото си фамилно име Рандолф Чърчил, което ѝ се полага по закон.

### Брак с Монтагю Фипен Порш
Лейди Рандолф се омъжва за трети път на 1 юни 1918 г. за Монтагю Фипен Порш (1877 – 1964), служител на британската държавна администрация в Нигерия.
През май 1921 г., докато Монтагю Порш е в Африка, Джени се подхлъзва, слизайки по стълбите в дома на приятели, носейки нови обувки с високи токчета, и чупи глезена си. Нараненото място гангренясва и се налага левия ѝ крак да бъде ампутиран до коляното. Лейди Рандолф почива няколко седмици след това в дома си в Лондон в резултат от кръвоизлив в бедрото, като последствие от ампутацията. Тя умира на 67 години.

## Наследство
- Според легендата, Джени Чърчил е откривателка на известния коктейл „Манхатън“. Тя си е поръчала този коктейл още по времето, когато е искала да отпразнува победата на Самюел Тилдън на губернаторските избори през 1874 г. Това противоречи на вярването, че питието е изобретено от клуба „Манхатън“ (свързан с нюйоркските демократи), празнуващ по същия повод. Няма как Джени да е присъствала на това събитие, тъй като тя е била в Европа по това време, подготвяйки се за раждането на своя първи син Уинстън.

- Джени Чърчил е пресъздадена от актрисата Ан Банкрофт във филма „Младият Уинстън“ (1972) и в сериите „Jennie, Lady Randolph Churchill“ (1974) на английската телевизия.
- Актрисата Маргарет Ан Бейн също влиза в кожата на известната аристократка в документалния филм на „Channel 4“ от 2009 г. „Лейди Ренди: Майката на Чърчил“.